# Campeonato Sudamericano Femenino Sub-20 de 2024
El Campeonato Sudamericano Femenino de Fútbol Sub-20 de 2024 fue la 11.ª edición de este torneo que se lleva a cabo en Ecuador. Comenzó el 11 de abril y finalizó el 5 de mayo. Participaron las selecciones nacionales femeninas sub-20 de todos los países cuyas federaciones están afiliadas a la Conmebol.
El torneo clasificó a los cuatro mejores equipos a la Copa Mundial Femenina de Fútbol Sub-20 de 2024 que se celebró entre los meses de agosto y septiembre en Colombia,país cuya selección ya estaba clasificada por ser anfitriona. El torneo fue ganado nuevamente por Brasil, que logró su 10° título de manera consecutiva, también marcó la primera derrota de la verdeamarelha en la historia del torneo.

## Formato de competición
Para la fase preliminar, los diez equipos participantes se dividen en dos grupos de cinco equipos cada uno. Luego de una liguilla simple (a una sola rueda de partidos), pasarán a segunda ronda los equipos que ocupen las 3 primeras de cada grupo.
En caso de empate en puntos en cualquiera de las posiciones, la clasificación se determinará siguiendo en orden los siguientes criterios:
1. Mayor cantidad de puntos obtenida en los partidos entre los equipos empatados;
2. Mejor diferencia de gol obtenida en los partidos entre los equipos implicados;
3. Mayor cantidad de goles marcados en los partidos entre los equipos implicados;
4. Mejor diferencia de gol en todos los partidos del grupo;
5. Mayor cantidad de goles marcados en todos los partidos del grupo;
6. Menor cantidad de tarjetas rojas recibidas;
7. Menor cantidad de tarjetas amarillas recibidas;
8. Sorteo de la Comisión Organizadora de la Conmebol.

En la fase final, las seis selecciones clasificadas disputarán una liguilla simple (a una sola rueda de partidos), y serán clasificadas en la tabla de posiciones de acuerdo a los puntos obtenidos en cada partido. El equipo que ocupe la primera posición se consagrará campeón, y clasificará a la Copa Mundial Femenina de Fútbol Sub-20 de 2024 junto a las tres selecciones siguientes ubicadas en la tabla de posiciones. En el caso de que Colombia (anfitrión de la Copa Mundial Femenina Sub-20) ocupe una de las cuatro primeras posiciones, al tener cupo asegurado a la cita mundialista, su plaza la ocupará la selección que finalice en el quinto puesto de la fase final.
En caso de empate en puntos en cualquiera de las posiciones, la clasificación se determinará siguiendo en orden los siguientes criterios:
1. Mayor cantidad de puntos obtenida en los partidos entre los equipos empatados, considerando exclusivamente los partidos disputados en la fase final;
2. Mejor diferencia de gol obtenida en los partidos entre los equipos implicados;
3. Mayor cantidad de goles marcados en los partidos entre los equipos implicados;
4. Mejor diferencia de gol en todos los partidos del grupo;
5. Mayor cantidad de goles marcados en todos los partidos del grupo;
6. Menor cantidad de tarjetas rojas recibidas;
7. Menor cantidad de tarjetas amarillas recibidas;
8. Sorteo de la Comisión Organizadora de la Conmebol.

## Sede
Los partidos se llevarán a cabo en el Estadio Modelo Alberto Spencer de la ciudad de Guayaquil.
| Guayaquil                      |
| ------------------------------ |
| Estadio Modelo Alberto Spencer |
| Capacidad: 42 000              |
|                                |

## Equipos participantes
Participan las diez selecciones nacionales de fútbol afiliadas a la Conmebol.
| Equipos participantes | Equipos participantes | Equipos participantes | Equipos participantes | Equipos participantes |
| --------------------- | --------------------- | --------------------- | --------------------- | --------------------- |
| Argentina             | Bolivia               | Brasil                | Chile                 | Colombia              |
| Ecuador               | Paraguay              | Perú                  | Uruguay               | Venezuela             |

### Sorteo
El sorteo de grupos se llevó  a cabo en la Sede de la Conmebol en Luque, Paraguay, el 11 de marzo de 2024.
Entre paréntesis se indica la posición de las selecciones en el Campeonato Sudamericano Sub-20 de 2022. Ecuador al ser la selección anfitriona del torneo fue asignada a la posición A1 como se indica entre paréntesis, siendo automáticamente cabeza de serie del Grupo A, Brasil por su parte fue asignada a la posición B1, siendo cabeza de serie del Grupo B.
| Cabezas de serie                 | Bombo 2                  | Bombo 3                     | Bombo 4                | Bombo 5               |
| -------------------------------- | ------------------------ | --------------------------- | ---------------------- | --------------------- |
| Ecuador (5) (A1) Brasil (1) (B1) | Colombia (2) Uruguay (3) | Venezuela (4) Argentina (6) | Chile (7) Paraguay (8) | Perú (9) Bolivia (10) |

## Primera fase
- Los horarios corresponden al huso horario de Ecuador (UTC-5).

     — Clasificado para la fase final.

### Grupo A
| Selección | Pts | PJ | PG | PE | PP | GF | GC | Dif |
| --------- | --- | -- | -- | -- | -- | -- | -- | --- |
| Paraguay  | 10  | 4  | 3  | 1  | 0  | 5  | 2  | 3   |
| Perú      | 7   | 4  | 2  | 1  | 1  | 6  | 4  | 2   |
| Argentina | 6   | 4  | 1  | 3  | 0  | 3  | 2  | 1   |
| Ecuador   | 4   | 4  | 1  | 1  | 2  | 3  | 5  | −2  |
| Uruguay   | 0   | 4  | 0  | 0  | 4  | 3  | 7  | −4  |

| 11 de abril | Perú        | 1:1 (1:0) | Argentina | Estadio Modelo Alberto Spencer, Guayaquil |                         |
| 16:00       | Gherson 42' | Reporte   | Acuña 55' | Árbitro(s): Jenny Arias                   | Árbitro(s): Jenny Arias |

| 11 de abril | Ecuador | 0:1 (0:0) | Paraguay   | Estadio Modelo Alberto Spencer, Guayaquil |                          |
| 18:30       |         | Reporte   | Varela 74' | Árbitro(s): Deborah Cruz                  | Árbitro(s): Deborah Cruz |

- Libre:  Uruguay

| 13 de abril | Paraguay               | 2:1 (0:1) | Uruguay   | Estadio Modelo Alberto Spencer, Guayaquil |                           |
| 16:00       | Acosta 78' (pen.), 87' | Reporte   | Félix 19' | Árbitro(s): Dione Rissios                 | Árbitro(s): Dione Rissios |

| 13 de abril | Perú                    | 2:0 (1:0) | Ecuador | Estadio Modelo Alberto Spencer, Guayaquil |                                |
| 18:30       | Ruíz 27' · Espinoza 82' | Reporte   |         | Árbitro(s): Alejandra Quisbert            | Árbitro(s): Alejandra Quisbert |

- Libre:  Argentina

| 15 de abril | Paraguay              | 2:1 (1:0) | Perú       | Estadio Modelo Alberto Spencer, Guayaquil |                             |
| 16:00       | Varela 9' · Tamay 76' | Reporte   | Porras 52' | Árbitro(s): Stefani Escobar               | Árbitro(s): Stefani Escobar |

| 15 de abril | Uruguay | 0:1 (0:1) | Argentina | Estadio Modelo Alberto Spencer, Guayaquil |                          |
| 18:30       |         | Reporte   | Núñez 16' | Árbitro(s): Deborah Cruz                  | Árbitro(s): Deborah Cruz |

- Libre:  Ecuador

| 17 de abril | Uruguay    | 1:2 (0:0) | Perú                   | Estadio Modelo Alberto Spencer, Guayaquil |                                |
| 16:00       | Cola 90+1' | Reporte   | Gherson 46' · Ruíz 84' | Árbitro(s): Alejandra Quisbert            | Árbitro(s): Alejandra Quisbert |

| 17 de abril | Argentina  | 1:1 (1:0) | Ecuador    | Estadio Modelo Alberto Spencer, Guayaquil |                         |
| 18:30       | Romero 19' | Reporte   | Macías 62' | Árbitro(s): Jenny Arias                   | Árbitro(s): Jenny Arias |

- Libre:  Paraguay

| 19 de abril | Argentina | 0:0     | Paraguay | Estadio Modelo Alberto Spencer, Guayaquil |                           |
| 16:00       |           | Reporte |          | Árbitro(s): Dione Rissios                 | Árbitro(s): Dione Rissios |

| 19 de abril | Ecuador                   | 2:1 (1:0) | Uruguay     | Estadio Modelo Alberto Spencer, Guayaquil |                             |
| 18:30       | Rodríguez 10', 70' (pen.) | Reporte   | Pereira 60' | Árbitro(s): Stefani Escobar               | Árbitro(s): Stefani Escobar |

- Libre:  Perú

### Grupo B
| Selección | Pts | PJ | PG | PE | PP | GF | GC | Dif |
| --------- | --- | -- | -- | -- | -- | -- | -- | --- |
| Colombia  | 12  | 4  | 4  | 0  | 0  | 11 | 2  | 9   |
| Brasil    | 9   | 4  | 3  | 0  | 1  | 10 | 4  | 6   |
| Venezuela | 6   | 4  | 2  | 0  | 2  | 9  | 6  | 3   |
| Chile     | 3   | 4  | 1  | 0  | 3  | 2  | 8  | –6  |
| Bolivia   | 0   | 4  | 0  | 0  | 4  | 0  | 12 | –12 |

| 12 de abril | Bolivia | 0:6 (0:4) | Venezuela                                                       | Estadio Modelo Alberto Spencer, Guayaquil |                             |
| 16:00       |         | Reporte   | Barreto 4', 13', 37' · Jiménez 42' · Apóstol 53' · Graterol 78' | Árbitra: Roberta Echeverría               | Árbitra: Roberta Echeverría |

| 12 de abril | Brasil                                                                        | 5:1 (1:1) | Chile        | Estadio Modelo Alberto Spencer, Guayaquil |                          |
| 18:30       | Natália 30' · Duda Mineira 53' · Ana Flávia 68' · Gisele Vale 80' · Carol 87' | Reporte   | Carter 45+3' | Árbitro(s): Nadia Fuques                  | Árbitro(s): Nadia Fuques |

- Libre:  Colombia

| 14 de abril | Chile | 0:2 (0:2) | Colombia           | Estadio Modelo Alberto Spencer, Guayaquil |                           |
| 16:00       |       | Reporte   | Rodríguez 17', 20' | Árbitro(s): Gabriela Arce                 | Árbitro(s): Gabriela Arce |

| 14 de abril | Bolivia | 0:2 (0:2) | Brasil                      | Estadio Modelo Alberto Spencer, Guayaquil |                          |
| 18:30       |         | Reporte   | Gisele Vale 10' · Carol 16' | Árbitro(s): Olatz Rivera                  | Árbitro(s): Olatz Rivera |

- Libre:  Venezuela

| 16 de abril | Chile       | 1:0 (0:0) | Bolivia | Estadio Modelo Alberto Spencer, Guayaquil |                               |
| 16:00       | Álvarez 63' | Reporte   |         | Árbitro(s): Elizabeth Tintaya             | Árbitro(s): Elizabeth Tintaya |

| 16 de abril | Colombia                                                   | 4:1 (3:1) | Venezuela   | Estadio Modelo Alberto Spencer, Guayaquil |                               |
| 18:30       | Blanco 2' (a.g.) · López 9' · Garavito 45+2' · Perlaza 61' | Reporte   | Barreto 19' | Árbitro(s): Marcelly Zambrano             | Árbitro(s): Marcelly Zambrano |

- Libre:  Brasil

| 18 de abril | Colombia                         | 3:0 (2:0) | Bolivia | Estadio Modelo Alberto Spencer, Guayaquil |                          |
| 16:00       | Viancha 35' · Rodríguez 40', 61' | Reporte   |         | Árbitro(s): Olatz Rivera                  | Árbitro(s): Olatz Rivera |

| 18 de abril | Venezuela    | 1:2 (0:2) | Brasil                                | Estadio Modelo Alberto Spencer, Guayaquil |                                |
| 18:30       | Graterol 57' | Reporte   | Natália 34' · Ana Flávia 45+2' (pen.) | Árbitro(s): Roberta Echeverría            | Árbitro(s): Roberta Echeverría |

- Libre:  Chile

| 20 de abril | Venezuela   | 1:0 (0:0) | Chile | Estadio Modelo Alberto Spencer, Guayaquil |                          |
| 16:00       | Barreto 80' | Reporte   |       | Árbitro(s): Nadia Fuques                  | Árbitro(s): Nadia Fuques |

| 20 de abril | Brasil         | 1:2 (0:0) | Colombia                    | Estadio Modelo Alberto Spencer, Guayaquil |                               |
| 18:30       | Dos Santos 85' | Reporte   | Ortegón 69' · Rodríguez 74' | Árbitro(s): Marcelly Zambrano             | Árbitro(s): Marcelly Zambrano |

- Libre:  Bolivia

## Fase final
| Equipo    | Pts | PJ | PG | PE | PP | GF | GC | Dif |
| --------- | --- | -- | -- | -- | -- | -- | -- | --- |
| Brasil    | 15  | 5  | 5  | 0  | 0  | 10 | 0  | 10  |
| Paraguay  | 8   | 5  | 2  | 2  | 1  | 7  | 6  | 1   |
| Colombia  | 8   | 5  | 2  | 2  | 1  | 6  | 5  | 1   |
| Argentina | 5   | 5  | 1  | 2  | 2  | 8  | 7  | 1   |
| Venezuela | 4   | 5  | 1  | 1  | 3  | 10 | 10 | 0   |
| Perú      | 1   | 5  | 0  | 1  | 4  | 3  | 16 | −13 |

|  | Clasificado para la Copa Mundial Femenina de Fútbol Sub-20 de 2024.                                  |
|  | Clasificado automáticamente para la Copa Mundial Femenina Sub-20 de 2024 en condición de anfitriona. |

| 23 de abril | Argentina | 0:2 (0:2) | Brasil                             | Estadio Modelo Alberto Spencer, Guayaquil |                         |
| 16:00       |           | Reporte   | Gi Fernandes 4' · Ana Flávia 45+3' | Árbitro(s): Jenny Arias                   | Árbitro(s): Jenny Arias |

| 23 de abril | Paraguay                 | 2:0 (0:0) | Venezuela | Estadio Modelo Alberto Spencer, Guayaquil |                          |
| 19:15       | De León 61' · Acosta 81' | Reporte   |           | Árbitro(s): Olatz Rivera                  | Árbitro(s): Olatz Rivera |

| 23 de abril | Colombia           | 1:0 (0:0) | Perú | Estadio Modelo Alberto Spencer, Guayaquil |                                |
| 21:45       | Álvarez 82' (pen.) | Reporte   |      | Árbitro(s): Alejandra Quisbert            | Árbitro(s): Alejandra Quisbert |

| 26 de abril | Colombia                                    | 3:2 (2:0) | Venezuela                 | Estadio Modelo Alberto Spencer, Guayaquil |                               |
| 16:00       | Álvarez 3' · González 40' · Rodríguez 90+4' | Reporte   | Jiménez 51' · Apóstol 82' | Árbitro(s): Marcelly Zambrano             | Árbitro(s): Marcelly Zambrano |

| 26 de abril | Paraguay | 0:3 (0:3) | Brasil                                         | Estadio Modelo Alberto Spencer, Guayaquil |                           |
| 18:30       |          | Reporte   | Vi Amaral 17' · Duda Mineira 21' · Guima 45+1' | Árbitro(s): Dione Rissios                 | Árbitro(s): Dione Rissios |

| 26 de abril | Perú | 0:5 (0:2) | Argentina                                                        | Estadio Modelo Alberto Spencer, Guayaquil |                          |
| 21:00       |      | Reporte   | Núñez 27' · Calvo 40' · Nigito 72' · Altgelt 77' · Giménez 90+3' | Árbitro(s): Deborah Cruz                  | Árbitro(s): Deborah Cruz |

| 29 de abril | Perú     | 1:6 (1:1) | Venezuela                                                | Estadio Modelo Alberto Spencer, Guayaquil |                           |
| 16:00       | León 30' | Reporte   | Apóstol 22', 90+5' · Barreto 48', 71' · Jiménez 60', 78' | Árbitro(s): Dione Rissios                 | Árbitro(s): Dione Rissios |

| 29 de abril | Brasil     | 1:0 (1:0) | Colombia | Estadio Modelo Alberto Spencer, Guayaquil |                          |
| 18:30       | Rebeca 35' | Reporte   |          | Árbitro(s): Olatz Rivera                  | Árbitro(s): Olatz Rivera |

| 29 de abril | Argentina | 0:2 (0:1) | Paraguay          | Estadio Modelo Alberto Spencer, Guayaquil |                               |
| 21:00       |           | Reporte   | Acosta 32', 90+3' | Árbitro(s): Marcelly Zambrano             | Árbitro(s): Marcelly Zambrano |

| 2 de mayo | Perú                | 2:2 (2:1) | Paraguay                   | Estadio Modelo Alberto Spencer, Guayaquil |                          |
| 16:00     | León 21' · Díaz 31' | Reporte   | Acosta 14' · Fernández 76' | Árbitro(s): Olatz Rivera                  | Árbitro(s): Olatz Rivera |

| 2 de mayo | Colombia      | 1:1 (1:0) | Argentina | Estadio Modelo Alberto Spencer, Guayaquil |                                |
| 18:30     | Rodríguez 26' | Reporte   | Acuña 62' | Árbitro(s): Alejandra Quisbert            | Árbitro(s): Alejandra Quisbert |

| 2 de mayo | Venezuela | 0:2 (0:0) | Brasil                 | Estadio Modelo Alberto Spencer, Guayaquil |                               |
| 21:00     |           | Reporte   | Milena 52' · Carol 90' | Árbitro(s): Marcelly Zambrano             | Árbitro(s): Marcelly Zambrano |

| 5 de mayo | Paraguay   | 1:1 (0:0) | Colombia      | Estadio Modelo Alberto Spencer, Guayaquil |                               |
| 16:00     | Acosta 81' | Reporte   | Perlaza 90+2' | Árbitro(s): Marcelly Zambrano             | Árbitro(s): Marcelly Zambrano |

| 5 de mayo | Venezuela                 | 2:2 (1:1) | Argentina                 | Estadio Modelo Alberto Spencer, Guayaquil |                           |
| 18:30     | Graterol 5' · Jiménez 59' | Reporte   | Domínguez 41' · Núñez 57' | Árbitro(s): Dione Rissios                 | Árbitro(s): Dione Rissios |

| 5 de mayo | Brasil                          | 2:0 (2:0) | Perú | Estadio Modelo Alberto Spencer, Guayaquil |                                |
| 21:00     | Vogt 18' (a.g.) · Vi Amaral 28' | Reporte   |      | Árbitro(s): Alejandra Quisbert            | Árbitro(s): Alejandra Quisbert |

|                            |
| Bandera de Brasil          |
| Campeón Brasil 10.º título |

## Clasificadas aColombia 2024
| Bandera de Colombia  | Bandera de Brasil | Bandera de Paraguay | Bandera de Argentina | Bandera de Venezuela |
| Colombia (Anfitrión) | Brasil            | Paraguay            | Argentina            | Venezuela            |
| -------------------- | ----------------- | ------------------- | -------------------- | -------------------- |

## Derechos de Transmisión
- Argentina: DSports
- Bolivia: COMTECO
- Brasil: TV Globo
- Chile: DSports, TVN
- Colombia: DSports, Caracol Televisión, Canal RCN
- Ecuador: DSports
- México: TUDN, Vix
- Paraguay: Tigo Sports
- Perú: DSports
- Uruguay: DSports
- Venezuela: DSports, Televen, Meridiano TV